# Archivio Diaristico Nazionale
L'Archivio Diaristico Nazionale (ADN) di Pieve Santo Stefano è un archivio pubblico che raccoglie documenti cartacei italiani in forma diaristica, epistolare e memorialistica autobiografica.

## Storia
L'archivio viene fondato nel 1984 nella biblioteca comunale di Pieve Santo Stefano, quasi al confine fra Toscana, Umbria e Romagna, su iniziativa di Saverio Tutino e dietro autorizzazione dell'allora sindaco Pietro Minelli. Contemporaneamente, per incentivare l'afflusso di testi si organizza il Premio Pieve di Santo Stefano per diari, memorie, epistolari inediti, divenuto successivamente Premio Pieve - Saverio Tutino.
Da quel momento la città ospita un archivio pubblico che raccoglie scritti autobiografici di gente comune in cui si riflettono, in varie forme, la vita di tutti e la storia d'Italia: sono diari, epistolari, memorie dell'esistenza personale.
Tutto quello che viene depositato in archivio è sottoposto alla lettura e alla schedatura che dà luogo al catalogo on-line del fondo edito e inedito, reperibile nell'Opac del Polo Aretino.
L'archivio conserva oltre 10.000 testi tra diari, memorie ed epistolari; liberamente donate dai cittadini ed alcune con particolare rilevanza storica. Tutti i materiali sono consultabili liberamente nell'archivio, lo stesso Tutino attinse a quei diari nello scrivere i suoi romanzi. Nel 2020, in occasione dei nove anni di scomparsa del fondatore Saverio Tutino, la famiglia ha donato all'archivio 17 diari contenenti gli appunti del giornalista tra il 1969 e il 1983, di particolare rilevanza storica poiché Tutino era in quel periodo inviato per i maggiori giornali italiani. In questi volumi sono raccontate le esperienze di Tutino nella Cuba di Fidel Castro, nella Cina di Mao, ed altri panorami storicamente rilevanti come gli anni della guerra fredda. Insieme ai diari, la Olivetti Lettera 32, fedele compagna del giornalista.

### La Fondazione
Per iniziativa del Comune di Pieve Santo Stefano viene istituita la "Fondazione Archivio Diaristico Nazionale" che ottiene nel 1991 il riconoscimento della personalità giuridica privata dalla Regione Toscana e, nel giugno 2000, quello del Ministero per i beni e le attività culturali. Dal 1998 la Fondazione è divenuta una Onlus. Nello stesso anno la Regione inserisce la Fondazione nella tabella delle grandi istituzioni della Toscana e il 16 luglio 1999 la Sovrintendenza archivistica per la Toscana gli conferisce la notifica di "archivio di notevole interesse". L'attività dell'archivio è finanziata da Banca Toscana, dalla Provincia di Arezzo, dalla Comunità montana Valtiberina Toscana, dal Ministero per i beni e le attività culturali, dalla Regione Toscana, dalla Camera di Commercio, da altri istituti, ditte o benefattori privati.

#### Il Piccolo museo del diario
Nel 2013 è stato fondato il Piccolo museo del diario, contenente testi autobiografici digitalizzati conservati nell'Archivio.
Il museo ha sede al primo piano del Cinquecentesco Palazzo Pretorio di Pieve Santo Stefano (AR), in piazza Plinio Pellegrini 1.
Nel 2016 è stato dichiarato "Museo di rilevanza regionale" dalla Regione Toscana.

## Attività

### Premio Pieve Saverio Tutino
Chiunque possegga uno scritto inedito (in originale o in copia) può spedirlo all'Archivio scegliendo di depositarlo oppure di farlo concorrere all'annuale Premio Pieve Saverio Tutino. La selezione del materiale che perviene per il concorso è affidata ad una commissione di lettura composta da persone del luogo che durante tutto l'anno leggono e discutono sui diari, le memorie e le raccolte epistolari che giungono a Pieve Santo Stefano. Questa commissione sceglie fra i cento testi ammessi ogni anno al concorso la rosa degli otto finalisti che vengono poi passati alla giuria nazionale.
Si prediligono i testi non scritti appositamente per il premio magari appartenenti alla sfera intima o familiare e che non erano destinati alla pubblicazione, almeno nelle intenzioni dell'autore. Si richiede quindi che il materiale, se trascritto, venga mantenuto nella forma originaria, anche con gli errori di sintassi e ortografia, per non togliere niente dell'autenticità del testo e della spontaneità di chi ha scritto.
Il primo e unico premio consiste in 1000 euro e la pubblicazione del testo presso un editore scelto dall'archivio.
Dal 2001 l'editore dell'archivio è Terre di Mezzo di Milano.
Dopo il concorso tutti i testi vengono inseriti nell'archivio che provvede a schedarli, catalogarli, digitalizzarli e metterli a disposizione dei frequentatori dell'archivio.

#### Opere vincitrici del Premio Pieve Saverio Tutino[6]
- 1985: Antonella Federici, nata a Bologna il 1954
  - Lettere ai miei (diario epistolare), pp. 229 (1982-1984), Pordenone, Edizioni Studio Tesi, 1986
- 1986: Emilia, nata a Milano
  - Le parole nascoste, epistolario, pp. 274 (1872-1881), Milano, Rosellina Archinto Editore, 1987
- 1987: Sergio Lenci (Napoli, 1927 - Roma, 2001)
  - Colpo alla nuca, memoria, pp. 251 (1980-1987), Roma, Editori Riuniti, 1988
- 1988: Raul Rossetti, nato a Chivasso, 1929
  - Schiena di vetro, autobiografia, pp. 216 (1929-1953), Torino, Einaudi, 1989 (rist.: 1995, Milano, Baldini & Castoldi)
- 1989: Liberale Medici, nato a Marcon, 1922
  - Schola Cantorum, autobiografia, pp. 210 (1922-1978), Roma, Live s.r.l., 1989
- 1990 (ex aequo): Natalia Berla, nata a Mendrisio (1958-1989)
  - Il gelo dentro, epistolario, pp. 90 (1987-1988), Milano, Rosellina Archinto Editore, 1991
- 1990 (ex aequo): Tommaso Bordonaro, nato a Bolognetta (1909-2000)
  - La spartenza, autobiografia, pp. 132 (1909-1988), Torino, Einaudi, 1991
- 1991: Egidio Mileo, nato a Latronico, 1933
  - Il Salumificio, memoria, pp. 161 (1974-1985), Giunti Editore, 1992 (vol. 4 di Diario italiano: memorie, diari, epistolari dell'Archivio di Pieve S. Stefano)
- 1992 (ex aequo): Claudio Foschini, nato a Roma, 1949
  - Storie di una mala vita, autobiografia, pp. 380 (1949-1991), Firenze, Giunti Editore, 1993 (vol. 7 di Diario Italiano)
- 1992 (ex aequo): Giuseppe Ferri, nato a Subbiano, 1927-1995
  - La guerra povera, memoria, pp. 282 (1927-1947), Firenze, Giunti Editore, 1994 - (vol. 10 di Diario Italiano)
- 1993: Antonio De Piero, nato a Cordenons, 1875-1947
  - L'isola della Quarantina, autobiografia, pp. 50 (1875-1922), Firenze, Giunti Editore, 1994 - (vol. 11 di Diario Italiano)
- 1994: Francesco Marchio, nato a Fiume, 1887-1950
  - Disertore a Vladivostock, memoria, pp. 155 (1914-1920), Firenze, Giunti Editore, 1994 - (vol. 14 di Diario Italiano)
- 1994 (premio per il decennale): Luisa T., nata a Torrice, 1946
  - I quaderni di Luisa, diario, pp. 204 (1970-1985), Milano, Terre di Mezzo, 2002 (scelto per l'iniziativa I diari della Sacher)
- 1995: (ex aequo) Giovanna Cavallo, nata ad Amantea, 1931
  - Ho sognato i suoi occhi, diario pp. 271 (1931-1957), Milano, Baldini & Castoldi, 1996, ristampa in edizione economica, 2002
- 1995: (ex aequo) Vanda Ormanto, nata a Taranto, 1922
  - Il Signor marito, diario, pp. 255 (1943-1992), Milano, Baldini & Castoldi, 1996
- 1996: Margherita Ianelli, nata a Marzabotto BO, 1922
  - Gli Zappaterra, autobiografia, pp. 599 (1927-1993), Milano, Baldini & Castoldi, 1997, ristampa in edizione economica, 2002
- 1997: Mario Tagliacozzo, nato a Roma, 1902-1979
  - Metà della vita, diario, pp. 419 (1937-1944), Milano, Baldini & Castoldi, 1998
- 1998: Francesco Stefanile, nato a Casamarciano NA, 1922
  - Davai bistré, memoria, pp. 185 (1942-1945), Milano, Gruppo Ugo Mursia Editore, 1999
- 1999: Maddalena M., nata a Bono SS, 1959
  - Imparare paura, autobiografia, pp. 80 (1968-1997), Roma, Malatempora, 2000
- 2000, (ex aequo) Vincenzo Rabito, nato a Chiaramonte Gulfi RG, 1899-1981
  - Terra matta, autobiografia, pp. 1027 (1899-1970), Torino, Einaudi, 2007
- 2000, (ex aequo) Armando Zanchi, nato ad Anghiari AR, 1927
  - Il giro della Vita, memoria, pp. 95 (1927-1957), Milano, Unicopli, 2001
- 2001: Concetta Ada Gravante, nata a Capua CE, 1921
  - Il marito taciturno, memoria, pp. 231 (1935-1998), Milano, Terre di mezzo, 2002
- 2002: Andrea Moretti, nato ad Arezzo, 1977
  - Tornare a vivere, memoria, pp. 221 (1996-1999), Torino, Claudiana Editrice, 2003
- 2003: Daniele Granatelli, nato a Lodi, 1941
  - Il sapore del pane, autobiografia, pp. 34 (1945-1998), Milano, Terre di mezzo, 2004
- 2004: Antonina Azoti, nata a Baucina PA, 1942
  - Ad alta voce, autobiografia, pp. 117 (1946-2002), Milano, Terre di mezzo, 2005
- 2005: Raffaele Favero, nato a San Mamete CO, 1945-1983
  - Rafiullah, epistolario, pp. 146 (1967-1983), Milano, Terre di mezzo, 2006
- 2006: Antonio Sbirziola, nato a Butera (Caltanissetta) nel 1942
  - Un giorno è bello e il prossimo migliore, memoria (1977-1984), Milano, Terre di mezzo, 2007
- 2007: Sisto Monti Buzzetti, nato ad Allerona (Perugia, ora Terni) nel 1896, morto nel 1917
  - Cinquecento giorni di guerra, epistolario (1916-1917), Milano, Terre di mezzo, 2008
- 2008: Leo Ferlan, nato a Idria (allora Gorizia, ora Slovenia) nel 1928, morto a Bergamo nel 1961
  - Miriam mia, epistolario (1952-1955), Milano, Terre di mezzo, 2009
- 2009: Sabrina Perla, nata a Monaco di Baviera (Germania) nel 1970
  - Die Katastrophe, diario/memoria (2003-2008), Milano, Terre di mezzo, 2010
- 2010: Magda Ceccarelli De Grada, nata a San Gimignano (Siena) nel 1892, morta nel 1985
  - Giornale del tempo di guerra, diario (1940-1945), Bologna, Il Mulino, 2011
- 2011: Ettore Finzi e Adele Foà, Ettore: nato a Trieste nel 1910, morto nel 2002 e Adele: nata a Parma nel 1910, morta nel 1999
  - Parole trasparenti. Diari e lettere 1938-1945, Bologna, Il Mulino, 2013
- 2012: Castrenze Chimento, nato ad Alia (Palermo) nel 1935
  - L'odissea della mia vita, memoria, 1940-1956, Milano, Terre di Mezzo, 2013
- 2013: Franco Leo e Anna Maria Marucelli, Franco: nato a Milano nel 1913, morto nel 1984 e Anna Maria nata a Firenze nel 1912, morta nel 2005
  - Scrivimi molto e a lungo, epistolario 1940-1946, Milano, Terre di Mezzo, 2014
- 2014: Gaddo Flego, nato a Firenze nel 1963
  - Un milione di vite. Un medico ricorda il genocidio in Rwanda, memoria, 1994, Milano, Terre di Mezzo, 2015
- 2015: Giuseppe Salvemini, nato a Castiglion Fiorentino (Arezzo) nel 1897, morto nel 1918
  - Con il fuoco nel sangue, diario (1916-1917), Milano, Terre di Mezzo, 2016
- 2016: Ivano Cipriani, nato a Roma nel 1926
  - Balilla blues, autobiografia (1926-1943), Milano, Terre di Mezzo, 2017
- 2017: Antonio Cocco, nato a Padova nel 1933, morto nel 1954
  - Ridotta Isabelle, epistolario 1952-1954, Milano, Terre di Mezzo, 2018
- 2018: Luca Pellegrini, nato a Palmanova nel 1806, morto nel 1893
  - L'inquieto navigare, memoria 1831-1850, Milano, Terre di Mezzo, 2019
- 2019: Eugenia Dal Bò, nata a Milano nel 1867, morta nel 1943
  - Figlia del Risorgimento, autobiografia 1867-1943, Milano, Terre di Mezzo, 2020
- 2020: Tania Ferrucci, nata a Napoli nel 1960
  - Nei miei okki, autobiografia 1960-2020, Milano, Terre di Mezzo, 2021
- 2021: Furio Aceto, nato a Saluzzo (Cuneo) nel 1921, morto nel 2020
  - La via della libertà, autobiografia, Milano, Terre di Mezzo, 2022
- 2022: Ado Clocchiatti, nato a Udine nel 1883, morto nel 1918
  - Addio patria matrigna
- 2023: Paola Tellaroli, nata a Castiglion delle Stiviere (Mantova) nel 1986
  - Tutta la polvere del mondo in faccia, memoria 2017-2022, Milano, Terre di Mezzo, 2024
- 2024: Albertina Castellazzi, nata a Milano nel 1937 
  - Fendevo l'aria, memoria 1937-1972

### Premio Città del diario
Istituito nel 2005, il riconoscimento è indirizzato a personalità della cultura a cui viene riconosciuta una meritoria attività nel campo della memoria. Il conferimento del premio avviene nel mese di settembre, nell'ambito delle stesse manifestazioni con cui viene attribuito il premio diaristico.
Vincitori del Premio Città del diario:
- 2005 - Marco Paolini
- 2006 - Ascanio Celestini
- 2007 - Rita Borsellino
- 2008 - Mario Perrotta
- 2009 - Francesco De Gregori
- 2010 - Mario Dondero
- 2011 - Sergio Zavoli
- 2012 - Nanni Moretti
- 2013 - Vinicio Capossela
- 2014 - Ettore Scola
- 2015 - Carlo Lucarelli
- 2016 - Giusi Nicolini
- 2017 - Riccardo Iacona
- 2018 - Piero Terracina
- 2019 - Pupi Avati
- 2020 - Francesco Guccini
- 2021 - Walter Veltroni
- 2022 - Andrea Riccardi
- 2023 - Ezio Mauro
- 2024 - Giorgio Diritti

### Iniziative
Dal settembre 1998, con cadenza semestrale viene pubblicata una rivista dell'Archivio dal titolo Primapersona, in vendita presso le librerie Feltrinelli di tutta Italia e in abbonamento presso l'archivio. Scrivono per Primapersona i referenti scientifici dell'archivio e gli esperti europei di autobiografia, mentre i lettori della commissione di lettura del Premio parlano del loro lavoro di selezione.
Nel 2001 inizia la collaborazione con la casa di produzione di Angelo Barbagallo e Nanni Moretti e alcune delle storie tratte dall'archivio diventano I diari della Sacher, presentati con successo al Festival del Cinema di Venezia e al Festival internazionale del film di Locarno, trasmessi poi da Tele+ e Raitre.
A partire da ottobre 2001 il sito dell'Archivio ospita la rubrica Pagine, un appuntamento bimestrale che dà spazio a brani autobiografici. La rubrica è curata dalla redazione del sito con la collaborazione della Commissione di lettura.